# Stoliczia
Stoliczia is een geslacht van kreeftachtigen uit de klasse van de Malacostraca (hogere kreeftachtigen).

## Soorten
- Stoliczia bella Ng & H. P. Ng, 1987
- Stoliczia changmanae Ng, 1988
- Stoliczia chaseni (Roux, 1934)
- Stoliczia cognata (Roux, 1936)
- Stoliczia ekavibhathai Ng & Naiyanetr in Ng, 1986
- Stoliczia goal Ng, 1993
- Stoliczia karenae Ng, 1993
- Stoliczia kedahensis Ng, 1992
- Stoliczia larutensis Ng & Schubart, 2014
- Stoliczia leoi (Ng & C. M. Yang, 1985)
- Stoliczia pahangensis (Roux, 1936)
- Stoliczia panhai Ng & Naiyanetr in Ng, 1986
- Stoliczia perlensis (Bott, 1966)
- Stoliczia rafflesi (Roux, 1936)
- Stoliczia stoliczkana (Wood-Mason, 1871)
- Stoliczia tweediei (Roux, 1934)